# Hemingfield
Hemingfield – wieś w Anglii, w hrabstwie ceremonialnym South Yorkshire, w dystrykcie metropolitalnym Barnsley. Leży 15 km na północ od miasta Sheffield i 239 km na północ od Londynu.